# Veadeiro-pampeano
Veadeiro-pampeano é uma raça de cães de caça desenvolvida do Brasil, mas que possuí também origem em outros dois países vizinhos: Argentina e Uruguai. No Brasil, ocorre de maneira mais distribuída, onde está sendo feito todo o trabalho de reconhecimento oficial da raça. Sua função original, pela qual recebeu seu nome, era rastrear e capturar veados e cervos. Ainda hoje é muito utilizado como cão de caça a outros animais, principalmente na caça de javali.
Apesar do nome, o veadeiro pampeano trata-se de uma raça diferente e separada da veadeiro-nacional, e as duas raças são reconhecidas pela CBKC. SOBRACI e ALKC.

## História
Apesar de comprovado que o veadeiro-pampeano, originalmente conhecido como veadeiro, cerveiro (caçador de cervo) ou bianchini (que significa "alvo, branco, ou claro") existe há muito tempo e que seus proprietários através do cruzamento entre os melhores cães caçadores, sempre mantiveram suas características inalteradas. Só em 1950 tentou-se, sem sucesso, o registro da raça. No ano 2000, após árduo trabalho do já falecido cinófilo Carlos Lafaiete Seibert Bacelar, a raça finalmente passou a ser reconhecida oficialmente pela Confederação Brasileira de Cinofilia (CBKC), porém ainda não é reconhecida por qualquer entidade cinófila uruguaia ou argentina. Hoje os criadores brasileiros deste cão estão buscando o reconhecimento também da Federação Cinológica Internacional.

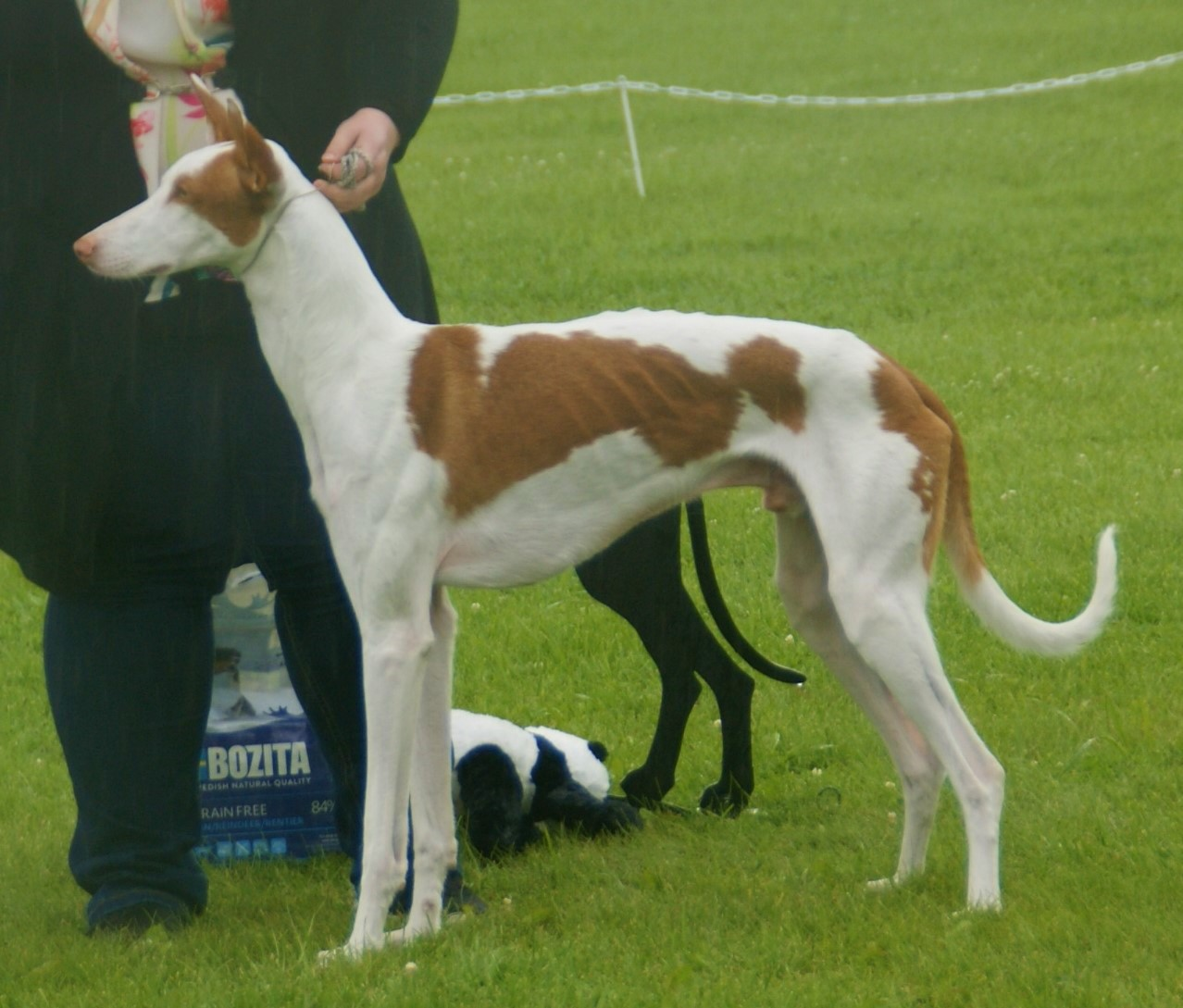
Cão podengo-ibicenco da Espanha

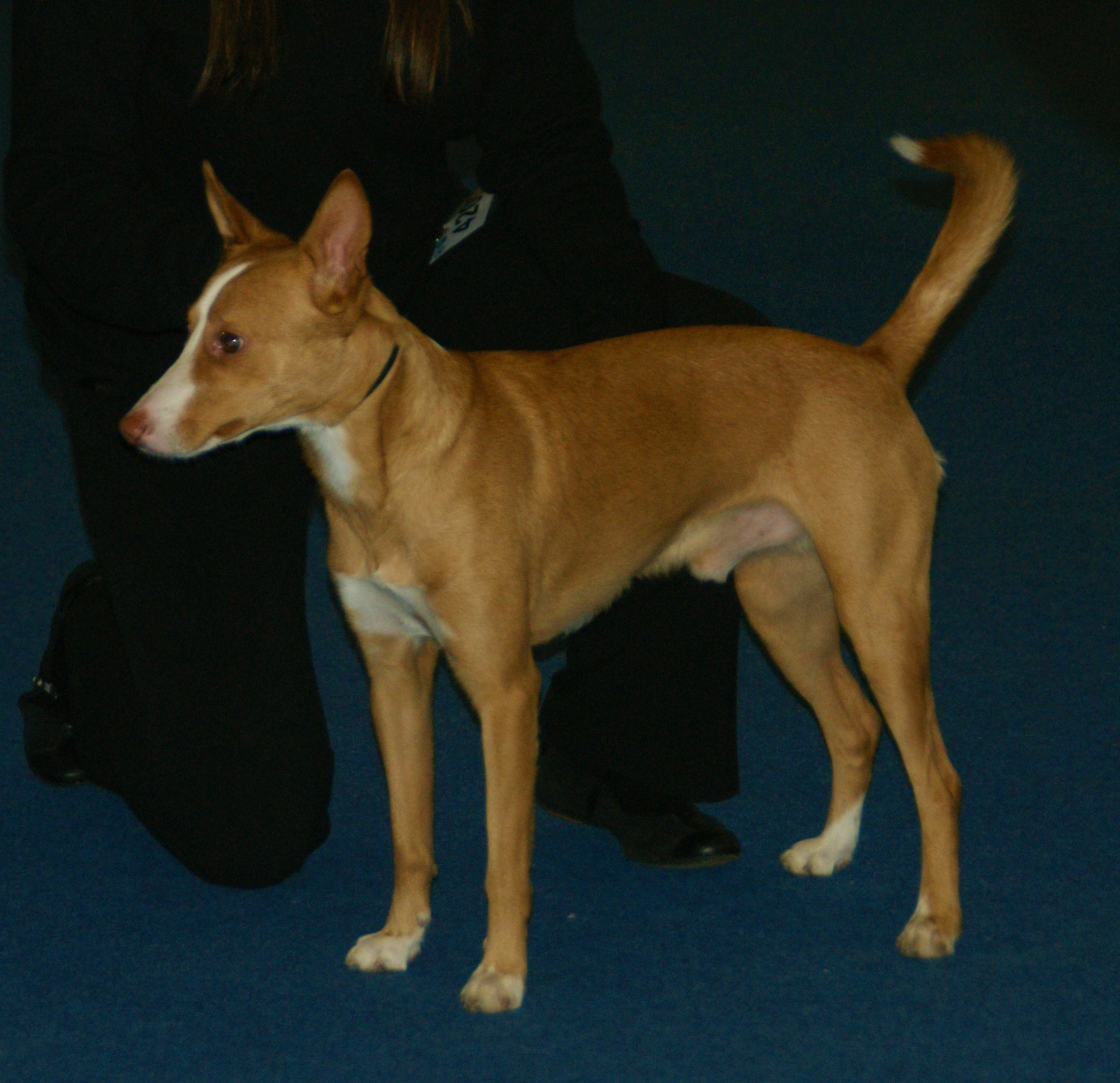
Cão podengo-português

A origem do veadeiro ainda não é conclusiva, mas duas hipóteses são as mais prováveis. A primeira é de que este cão descenda do grupo dos cães primitivos, como os podengos ibéricos trazidos a América do Sul na época em que Brasil e Uruguai eram colônias. Posteriormente teriam chegado pela fronteira à Argentina, acompanhando caçadores, estes cães primitivos ao chegarem no novo mundo teriam sido largamente utilizados na caça de subsistência das populações rurais, e se adaptado ao novo clima, com isto teria se originado uma nova raça. A seleção feita pelos caçadores, sempre acasalando os melhores cães para a caça também teria contribuído na formação da raça. Estudos feitos por Carlos Bacelar comprovam que até a quarta geração de uma família criava veadeiros para a caça, em outras palavras até os bisavós de entrevistados criaram o veadeiro.
A segunda hipótese é de que ele seria um cão nativo da América do Sul, hipótese que é apoiada no fato deste cão poder ser encontrado em várias regiões do Brasil, em especial toda a extensão das regiões sul e centro-oeste, e também nas regiões norte da Argentina e norte do Uruguai em especial a região dos pampas dos três países, inclusive, seu batismo oficial como veadeiro "pampeano" foi feito porque acreditava-se que a incidência desta raça se restringia apenas à região dos pampas gaúchos e em menor incidência nos pampas argentinos e uruguaios, porém depois foi constatado sua grande presença em outras regiões do Brasil. Inclusive esta segunda hipótese de que seriam cães nativos incentivou pesquisas do Centro de Biologia da Universidade Federal do Rio Grande do Sul - (UFRGS) e do Museu de Ciências da Pontifícia Universidade Católica do Rio Grande do Sul - (PUC-RS), a fim de comprova-la.
Mesmo com as pesquisas sobre sua origem em andamento, a maioria dos exemplares que se encaixam dentro do padrão definido como ideal estão sendo identificados por meio de microchips. Espera-se com isso conseguir criar linhas de sangue formadas por casais não aparentados o que permitirá a constituição da árvore genealógica da raça e com isso o reconhecimento internacional.

## Uso
Na caça é um perseguidor implacável que não se intimida com obstáculos, começa buscando a presa farejando o solo. É um excelente farejador. Encontrado o rastro, segue a caça a galope, mesmo que sejam precisos dois dias ininterruptos para alcançá-la, após encontrá-la, o veadeiro abate a presa e a traz ao caçador, ou, se não conseguir abatê-la, a acua e a põe ao alcance do caçador. Sua atuação pode ser acompanhada pelos uivos que emite, faz sons diferentes para cada situação: um ao encontrar o rastro, outro ao perdê-lo e outro quando está próximo à presa. Pode caçar sozinho, em dupla ou em matilha, acompanhado ou não do dono. Enfrenta veado e até javali. Também caça capivara, e pela sua velocidade é exímio caçador de lebres e preás.
Devido a seu uso na caça em matilhas, possui um comportamento grupal tranquilo, é um excelente cão de companhia por ser bastante dócil e amistoso com crianças, inclusive aceitando ser perturbado por elas sem avançar,
e também é muito apegado ao dono. Muito dificilmente atacaria um invasor, mas é um excelente cão de alarme, sempre late alertando sobre a presença de estranhos. Sua inteligência e agilidade, em alguns casos já foi usada na lidas do campo com razoável sucesso, como auxílio no pastoreio ovino e bovino, mas seu forte certamente é a caça.

## Aparência
É um cão de porte médio, longilíneo, com boa musculatura denotando força e rusticidade, esbelto, sem no entanto parecer muito magro, possui físico propício à velocidade. A cauda é portada baixa, com comprimento que não deve ultrapassar os jarretes, alguns exemplares podem apresentar uma pequena franja na parte inferior da cauda.
A trufa pode ser preta, marrom ou cor de carne e o focinho é de comprimento igual ao do crânio, com stop (região de encontro da testa com o focinho) não muito marcado, as orelhas são pontiagudas, dobradas para trás (em rosa) e eretas quando em alerta, já os olhos são esverdeados ou cor avelã em várias tonalidades.
A pelagem é simples, com pelo curto, reto, denso e áspero, sem subpêlo, por isso não possui odor, as cores vão do baio leonino, passando por várias tonalidades de baio até chegar ao baio claro e o branco, sendo estas ultimas cores as mais comuns, podendo ter estas cores de forma sólida ou podendo apresentar alguma marca pequena ou grande de uma destas cores. É permitida a presença de uma coleira branca e mancha branca no peito e nas patas.

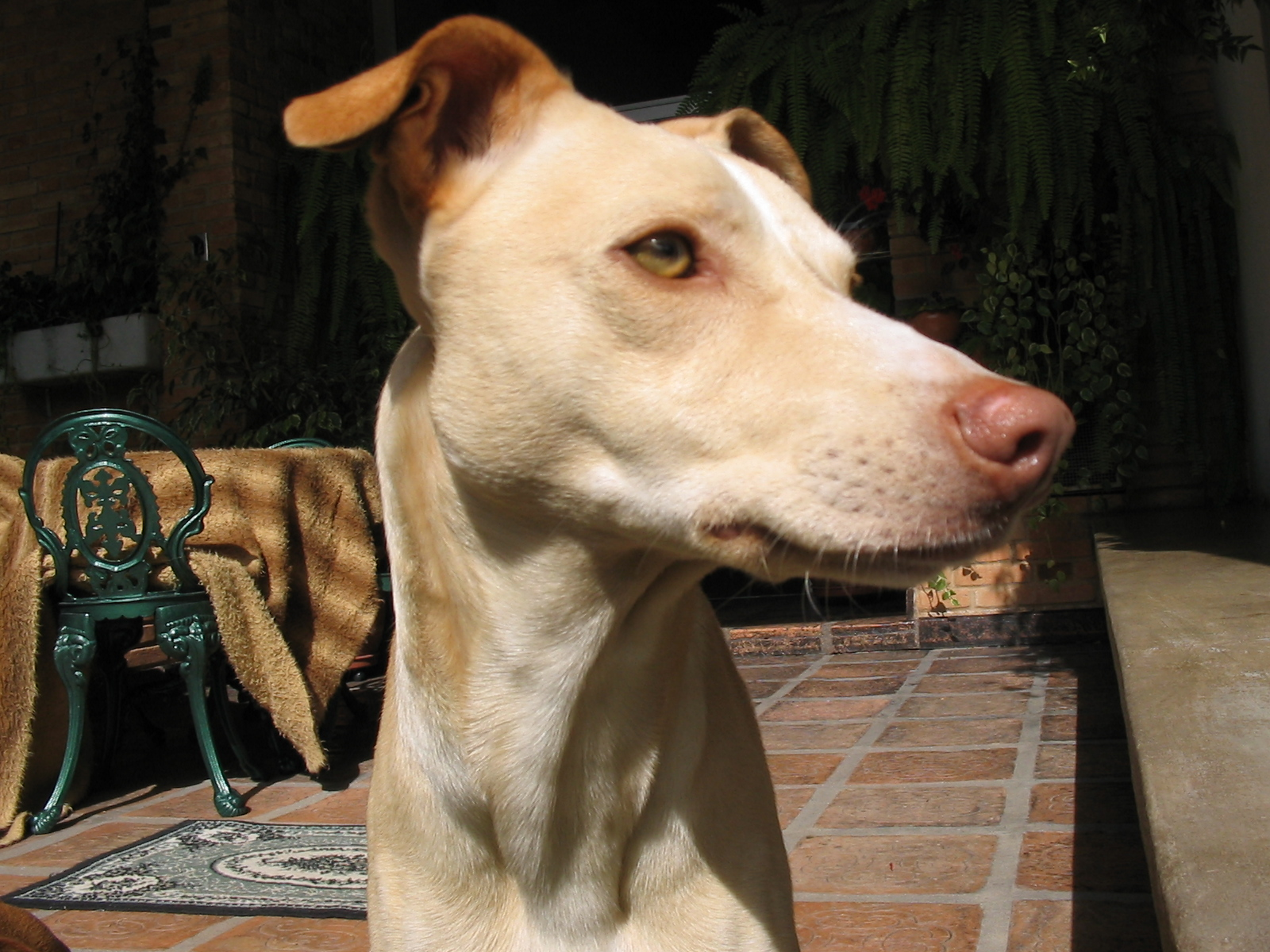
Cão da raça brasileira Veadeiro pampeano
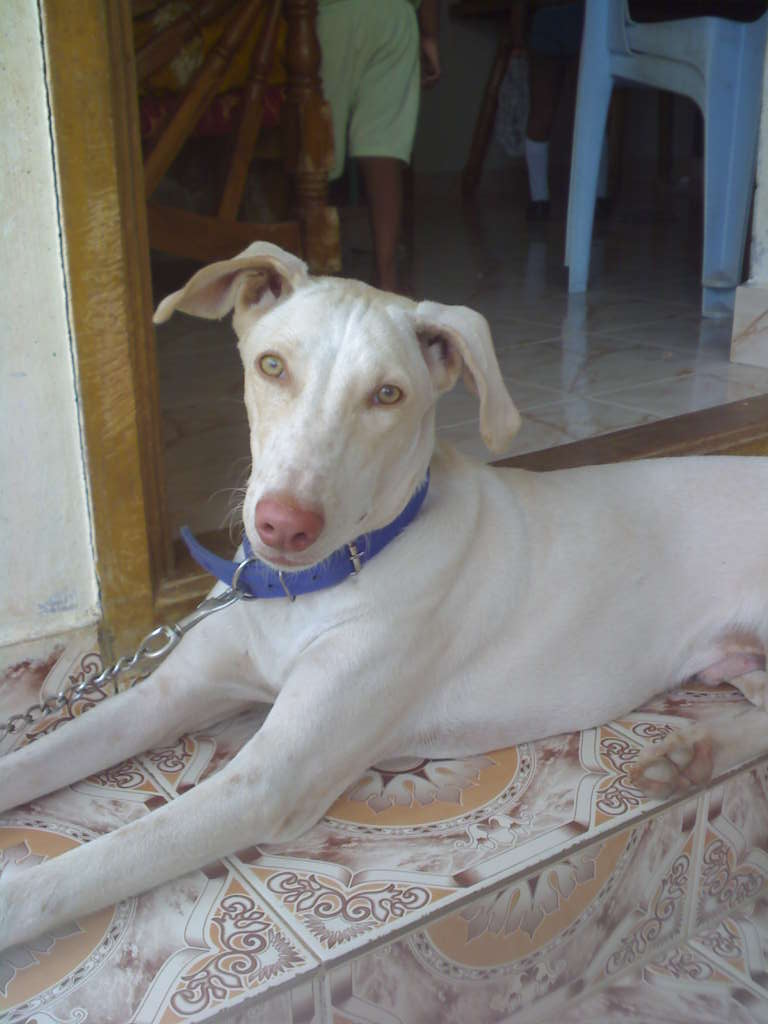
Cão da raça indiana Rajapalayam, compartilha similaridade física com a raça brasileira